# Joseph Howe

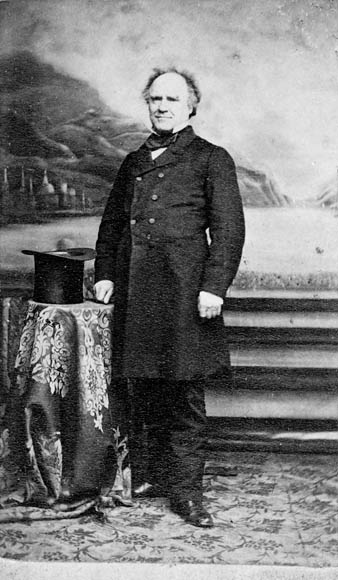
Joseph Howe

Joseph Howe, PC (* 13. Dezember 1804 in Halifax, Nova Scotia; † 1. Juni 1873 ebenda) war ein kanadischer Politiker und Journalist. Als Gründer und Herausgeber der liberalen Zeitung Novascotian übte er einen großen Einfluss auf die britische Kronkolonie Nova Scotia aus. Mehr als drei Jahrzehnte lang gehörte er dem Abgeordnetenhaus von Nova Scotia an und regierte von 1860 bis 1863 als Premierminister. Als Vorsitzender der kurzlebigen Anti-Confederation Party setzte er sich gegen den Beitritt Nova Scotias zur Kanadischen Konföderation ein. Nachdem er die britische Regierung nicht von seinem Anliegen überzeugen konnte, schloss er sich 1868 dem kanadischen Bundeskabinett von John Macdonald an und spielte bei der Aufnahme Manitobas in die Konföderation eine bedeutende Rolle. Für kurze Zeit vor seinem Tod war er Vizegouverneur von Nova Scotia.

## Frühes Leben und Ehrverletzungsprozess
Howes Vater, ein Druckereibesitzer in Massachusetts, unterstützte während des Amerikanischen Unabhängigkeitskrieges die Briten. Nach dem Krieg floh er zusammen mit zahlreichen weiteren Loyalisten nach Halifax in der britisch gebliebenen Kolonie Nova Scotia. Für seine Loyalität wurde er zum Postmeister ernannt. Sohn Joseph unterstützte ihn bei dieser Aufgabe und erhielt eine Ausbildung als Drucker. 1827 erwarb Howe die drei Jahre zuvor gegründete Zeitung Novascotian. Als Herausgeber und Redakteur machte er das wöchentlich erscheinende Blatt zu einer der einflussreichsten liberalen Publikationen der Kolonie, wozu vor allem seine kritische Berichterstattung über die Sitzungen des Abgeordnetenhauses von Nova Scotia beitrug.
Am 1. Januar 1835 veröffentlichte der Novascotian einen anonymen Brief, der Politikern und der Polizei vorwarf, sie hätten im Verlaufe von dreißig Jahren insgesamt 30.000 Pfund Sterling unterschlagen. Empörte Politiker klagten Howe wegen „aufrührerischer Ehrverletzung“ an, was als schwerwiegendes Verbrechen galt. Seine Lage schien aussichtslos, da die Anklage lediglich nachweisen musste, dass er den Brief veröffentlicht hatte. Howe entschied, sich selbst zu verteidigen. In einer über sechsstündigen Rede präsentierte er den Geschworenen zahlreiche Korruptionsfälle. Eloquent sprach er über die Wichtigkeit der Pressefreiheit und bat die Jury eindringlich, ihren Kindern „eine ungebundene Presse als Vermächtnis zu hinterlassen“. Obwohl der Richter eine Verurteilung empfahl, entschied die Jury nach nur zehn Minuten Beratungszeit, Howe freizusprechen. Dieses Ereignis gilt als ein Meilenstein in der Entwicklung der Pressefreiheit in Kanada.

## Politische Karriere
Howe beschloss politisch tätig zu werden, um die Veränderungen, die er in seiner Zeitung forderte, selbst herbeizuführen. 1836 wurde er ins Abgeordnetenhaus gewählt und er setzte sich in den folgenden Jahren für die Selbstverwaltung der Kolonie ein. Bald war er eine führende Persönlichkeit der liberalen Abgeordneten, was ihn aber nicht davon abhielt, mit den Konservativen zusammenzuarbeiten, wenn es der Sache dienlich war. Seine Artikel im Novascotian brachten John Haliburton (Sohn des Richters im Ehrverletzungsprozess) so sehr in Rage, dass dieser Howe zu einem Duell forderte. Das Duell fand am 14. März 1840 statt; nachdem Haliburton das Ziel verfehlt hatte, schoss Howe absichtlich in die Luft.
Ab 1840 gehörte Howe der Kolonialregierung an. Im darauf folgenden Jahr verkaufte er seine Zeitung, um sich ganz der Politik widmen zu können. Im Jahr 1841 war er der Speaker des Abgeordnetenhauses, 1842 Steuereintreiber für Halifax. 1843 brach die Koalition von Liberalen und Konservativen auseinander und Howe trat aus der Regierung zurück. Aufgrund seiner unermüdlichen Bemühungen wurde Nova Scotia fünf Jahre später zur ersten Kolonie in Britisch-Nordamerika mit einer gewissen Selbstverwaltung. Zwar war James Boyle Uniacke der erste Premierminister der Kolonie, doch viele betrachteten Howe als eigentlichen Regierungschef. Als Provinzsekretär war er damit beschäftigt, bestehende Institutionen an das neue Regierungssystem anzupassen.
Howe begann 1850 den Bau von Eisenbahnlinien zu fordern, mit denen die wirtschaftliche Entwicklung vorangetrieben werden sollte. 1853 trat er als Provinzsekretär zurück, um Nova Scotias erster Eisenbahnkommissar zu werden. Als solcher beaufsichtigte er die Bauarbeiten an der Nova Scotia Railway. Während des Krimkriegs organisierte er die Rekrutierung von Soldaten. Diese Aktivitäten ließen ihm 1855 wenig Zeit für den Wahlkampf, woraufhin er seinen Sitz an den Konservativen Charles Tupper verlor. Howe musste daraufhin in einem anderen Wahlbezirk zu einer Nachwahl antreten. Nach dem Rücktritt des liberalen Premierministers William Young am 3. August 1860 trat Howe dessen Nachfolge an und übernahm zugleich den Parteivorsitz. Angesichts des kompromisslosen Oppositionskurses der Konservativen konnte seine Regierung kaum etwas bewirken. Die Liberalen verloren die nächste Wahl und Howe seinen Sitz, seine Amtszeit endete am 5. Juni 1863.

## Vergeblicher Einsatz für die Eigenständigkeit
Nach seiner Wahlniederlage nahm Howe den von der britischen Kolonialverwaltung angebotenen Posten eines Bevollmächtigten für das Fischereiwesen im Empire an. Seine Pflichten hielten ihn davon ab, 1864 an der Charlottetown-Konferenz und an der Québec-Konferenz teilzunehmen, bei denen über die Schaffung eines Bundesstaates in Britisch-Nordamerika verhandelt wurde. Howe hatte somit keine Gelegenheit, auf die Verhandlungen Einfluss zu nehmen. Er lehnte den Beitritt Nova Scotias zur geplanten Kanadischen Konföderation ab und bekämpfte dieses Vorhaben mit publizistischen Mitteln.
Howe konnte nicht verhindern, dass die von Tupper angeführten Konservativen den Beitritt im Abgeordnetenhaus annahmen. Um den Beitritt doch noch zu verhindern, entsandte er Delegationen nach London. Auch diese Bemühungen blieben ohne Erfolg, da das britische Parlament dem British North America Act, der die Grundlage des kanadischen Bundesstaates bildete, zustimmte. Howe gründete die Anti-Confederation Party, die 1867 bei der ersten Unterhauswahl 18 von 19 Sitzen in Nova Scotia gewann; er selbst wurde im Wahlbezirk Hants gewählt. Im Unterhaus versuchte er, den Beitritt für ungültig erklären zu lassen. Bald sah er aber die Aussichtslosigkeit des Unterfangens ein und beschränkte sich darauf, nachträglich bessere Konditionen auszuhandeln.
Schließlich berief der kanadische Premierminister John Macdonald Howe am 30. Januar 1869 in die Bundesregierung. Zunächst war er Präsident des Kronrates, am 16. November desselben Jahres übernahm er das Amt des Staatssekretärs für die Provinzen. Als solcher spielte er eine wichtige Rolle bei der Gründung der Provinz Manitoba. Ab 8. Dezember 1869 leitete er auch das Department of Indian Affairs. Aus gesundheitlichen Gründen trat er am 6. Mai 1873 als Minister zurück. Daraufhin wurde er zum Vizegouverneur der Provinz Nova Scotia ernannt. Dieses repräsentative Amt übte er lediglich drei Wochen lang bis zu seinem Tod aus.

## Nachwirkung
Die kanadische Regierung, vertreten durch den für das Historic Sites and Monuments Board of Canada zuständigen Minister, ehrte Howe am 18. November 1983 für sein Wirken und erklärte ihn zu einer „Person von nationaler historischer Bedeutung“.